# Rezac
Rezac (stracijotes, oštrika, lat. Stratiotes),  monotipski rod vodenih, poluzimzelenih trajnica iz porodice žabogrizovki kojemu pripada vrsta S. aloides, rasprostranjena po velikim dijelovima Euroazije, uključujući i Hrvatsku, gdje se naziva rezac ili oštrika.

## Opći opis
Stratiotes aloides je vodena vrsta s labavim korijenjem s emergentnim i potopljenim oblicima rasta (Cook i Urmi-König 1983; Erixon 1979). To su snažne, dvodomne, vodene trajnice koje ljeti tvore rozete bez peteljki nazubljenih listova u obliku mača (do 45 cm duljine), s bijelim ili ružičastim cvjetovima s 3 latice, ženski pojedinačni, muški u malim grozdovima.

## Korijenje
Korijenje može biti dugo do 180 cm, ali je obično manje.

## Stabljika
Udubljene stožaste stabljike sa složenim, ali pravilnim sustavom grananja koje mogu nalikovati kućnoj “biljci pauku” (Campbell 2009). Duljina stabljike: 10-18 mm (Cook i Urmi-König 1983.)

## Lišće
Nazubljeni rubovi listova razlikuju je od sličnih vodenih biljaka u Velikim jezerima (MNRF 2014). Potopljeni listovi mogu narasti do 60 cm (ili rijetko 110 cm) i do 1 cm široki s nešto slabijim bodljama. Potopljeni listovi su tanki, lomljivi i padaju pod kutom. Iznikli listovi su debeli, kruti, lomljivi i tamnozeleni i obično su manji od 40 cm dužine i 1-4 cm široki, s dobro razvijenim bodljama duž rubova lista.

## Cvijet/plod
Emergentni oblik razvija rozete na površini vode (Cook i Urmi-König 1983).

## Sinonimi
- Stratiotes aculeatus Stokes
- Stratiotes aloides f. submersa Glück
- Stratiotes aquaticus Pall.
- Stratiotes ensiformis Gilib.
- Stratiotes generalis E.H.L.Krause

## Galerija
- S. aloides, nacionalni park Weerribben, Nizozemska
- S. aloides, cvijet, Brno Řečkovice
- S. aloides
- S. aloides, České Budějovice